# Otites bivittata
Otites bivittata är en tvåvingeart som först beskrevs av Macquart 1835.  Otites bivittata ingår i släktet Otites och familjen fläckflugor.
Artens utbredningsområde är Italien. Inga underarter finns listade i Catalogue of Life.